# Pachetra conjuncta
Pachetra conjuncta là một loài bướm đêm trong họ Noctuidae.